# Dysschema amphissa
Dysschema amphissa är en fjärilsart som beskrevs av Charles Andreas Geyer 1832. Dysschema amphissa ingår i släktet Dysschema och familjen björnspinnare. Inga underarter finns listade i Catalogue of Life.